# 紅樹院
紅樹院（こうじゅいん）は、愛知県西尾市上町浜屋敷83にある浄土宗の寺院。「茶祖の寺」として知られ、西尾茶の原樹がある。毎年12月には「茶祖」足立順道に出来栄えを報告する茶祖奉告祭が開催される。

## 歴史

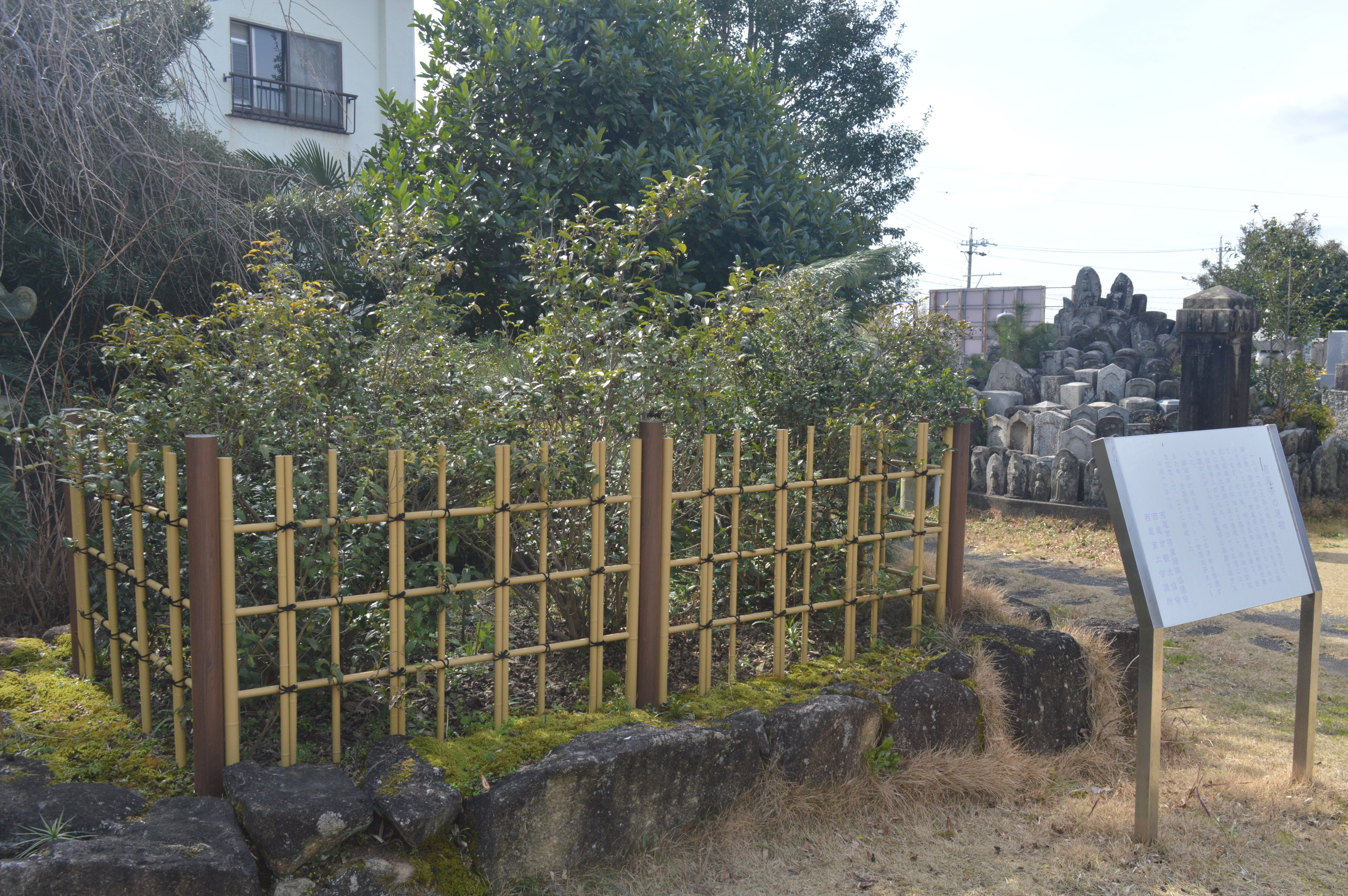
西尾茶の原樹

天台宗の寺院として創建された。大永年間（1521年-1528年）、徳川家康の乳母である大叔母にあたる隨念院殿桂室泰栄大姉（於久の方）を弔うために、浄土宗に転宗したと伝わる。
1872年（明治5年）、34世住職の足立順道は京都・宇治から茶の種を持ち帰り、荒れ果てていた境内を自ら開墾して茶園を開いた。1889年（明治12年）には知多郡から茶師を招いて茶の製造を始め、西尾に茶産業が広まるきっかけを作った。
2004年（平成16年）10月30日、西尾茶の原樹の移植記念式が行われた。それまで原樹は庫裏の北側にあったが、約130年ぶりに本堂の前に植え替えられた。移植は足立順道の顕彰と原樹の保護が目的であり、同年11月に西尾市で開催された全国茶サミットと全国お茶まつりの事前イベントでもある。

## 境内
参道入口には1913年（大正2年）に建てられた足立順道の頌徳碑がある。 毎年12月には順道への献茶と業績を報告する「奉告祭」が開催されている。